# Szulborze-Koty (gmina)
Szulborze-Koty – dawna gmina wiejska istniejąca do 1954 roku w woj. białostockim/woj. warszawskim (dzisiejsze woj. mazowieckie). Siedzibą władz gminy była wieś Szulborze-Koty.
Przez większą część okresu międzywojennego gmina Szulborze-Koty należała do powiatu ostrowskiego w woj. białostockim. 1 kwietnia 1939 roku gminę Szulborze-Koty wraz z całym powiatem ostrowskim przyłączono do woj. warszawskiego.
Po wojnie gmina zachowała przynależność administracyjną. Według stanu z 1 lipca 1952 roku gmina była podzielona na 36 gromad. Gmina została zniesiona 29 września 1954 roku wraz z reformą wprowadzającą gromady w miejsce gmin. Jednostki nie przywrócono 1 stycznia 1973 roku po reaktywowaniu gmin.
1 stycznia 1992 roku utworzono gminę Szulborze Wielkie z części gmin Andrzejewo, Nur i Zaręby Kościelne, lecz jej obszar jest około o połowę mniejszy od obszaru dawnej gminy Szulborze-Koty.